# یوسف صبری
یوسف صبری ابی بگلو معروف به یوسف صبری (زادهٔ ‎۱۱ اسفند ۱۳۷۶ در اردبیل) ووشوکار ایرانی است.
وی در مسابقات ووشو قهرمانی جهان ۲۰۱۹ و مسابقات ووشو قهرمانی جهان ۲۰۱۷، مدال طلای وزن ۷۵ کیلوگرم در بخش ساندا را به‌دست‌آورد. او همچنین در بازی های آسیایی ۲۰۲۲ مدال طلا را کسب کرد و تنها در ۳۰ ثانیه حریف خود را در فینال مسابقات شکست داد.